# Inversión cromosómica

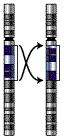
Esquema de una inversión cromosómica.

En genética una inversión cromosómica  es un cambio estructural por el cual un segmento cromosómico cambia de sentido dentro del propio cromosoma y, por lo tanto, la ordenación de loci en él contenidos con relación a una secuencia considerada como típica (ordenación estándar).
Teniendo en cuenta que el ADN está constituido por dos cadenas antiparalelas 5’→3’, es necesario que tras el primer giro de 180° que produce la inversión, haya una rotación de otros 180° en sentido perpendicular a la primera, para que se restablezca la polaridad de ambas cadenas. Una inversión no implica una pérdida de información genética (es decir, generalmente ocurren sin pérdidas o ganancias de ADN), sino que simplemente son una reordenación lineal de la secuencia de genes. Una inversión requiere dos roturas y la posterior reinserción del segmento invertido; a menudo hay repeticiones altamente idénticas en los puntos de ruptura, se les llama inversiones repetidas (IR). Formando un lazo cromosómico antes de la rotura, los nuevos extremos “pegajosos” creados se aproximan y se reúnen. El segmento invertido puede ser corto o muy largo y puede incluir o no al centrómero. Si el centrómero está incluido en el segmento invertido, entonces la inversión se denomina pericéntrica.
Si el centrómero no forma parte del segmento cromosómico reordenado, la inversión se denomina paracéntrica. Aunque en la inversión paracentrica la secuencia de genes se ha invertido, la proporción de las longitudes de los brazos a partir del centrómero no cambia. Por el contrario, algunas inversiones pericéntricas dan lugar a cromosomas con brazos de longitudes diferentes respecto del cromosoma sin inversión, cambiando por ello la proporción de los brazos. El cambio en la longitud de los brazos se puede detectar a veces en la metafase de las divisiones mitóticas y meióticas.
Aunque puede aparecer que las inversiones tiene un impacto mínimo sobre los individuos que las llevan, sus consecuencias son de gran interés para los genéticos. Los organismos heterocigotos para inversiones pueden dar lugar a gametos aberrantes con un impacto importante en su descendencia. Las inversiones también pueden dar lugar a efectos de posición y desempeñar un papel importante en el proceso evolutivo. El efecto de la inversión puede ser fuente de polimorfismos de un solo nucleótido (SNPs).

## Consecuencia de las inversiones en la formación de los gametos
Si solo uno de los miembros de un par de cromosomas homólogos tiene un segmento invertido, en la meiosis no es posible una sinapsis lineal normal. Los individuos con un cromosoma invertido y con el homólogo no invertido se denominan heterocigotos para una inversión. El apareamiento en la meiosis entre tales cromosomas puede realizarse solo si se forma un lazo de inversión. En otros casos, si no se forma el lazo, los homólogos se observan en sinapsis pero no en la zona de la inversión, en donde permanecen separados.
La recombinación dentro de la región invertida en heteroigotos genera como consecuencia gametos desequilibrados. Si en el heterocigoto para la inversión no hay entrecruzamiento dentro del segmento invertido, los homólogos segregaran y darán lugar a dos cromatidas normales y dos invertidas, que se distribuirán en los gametos y la inversión pasara a la mitad de los descendientes. Si hay entrecruzamiento dentro del lazo de inversión, se producirán cromatidas anormales.
Como en cualquier tétrada en la meiosis, un entrecruzamiento entre cromatidas no hermanas produce dos cromatidas paternas y dos cromatidas recombinantes. Como se muestra, una cromátida recombinante es dicéntrica (con dos centrómeros) y la otra es acéntrica (carece de centrómero). Ambas tienen también duplicaciones y deleciones de segmentos de cromosomas. En la anafase, una cromátida acéntrica se mueve aleatoriamente hacia uno u otro polo, o puede perderse, mientras que una cromátida dicéntrica es atraída hacia los dos polos. Este movimiento polarizado da lugar a un puente dicéntrico (o puente anafásico). Una cromátida dicéntrica normalmente se romperá en algún punto, por lo que en la división reduccional parte de la cromátida ira a un gameto y parte a otro gameto.
Como consecuencia de un entrecruzamiento entre una cromátida con una inversión pericéntrica y su homóloga no invertida, se produce un desequilibrio cromosómico similar. Las cromatidas recombinantes directamente implicadas en el intercambio tienen duplicaciones y deleciones. Sin embargo, no se producen cromatidas acéntricas o dicénticas.

## Efecto de las inversiones

### Efecto de posición
Otra consecuencia de las inversiones es la nueva posición relativa de unos genes respecto de otros y, especialmente, respecto de regiones del cromosoma que no tiene genes, como la centromérica. Si la expresión del gen está alterada como consecuencia de su reubicación, se puede producir un cambio en el fenotipo. Los puntos de cortes donde se produce la inversión pueden afectar a los patrones de expresión génicos de genes adyacentes a dicha inversión.

### Efecto en la expresión génica
Las inversiones producen un cambio la orientación de un segmento genómico que puede producir diferentes efectos sobre la expresión génica dependiendo de dónde se encuentren los puntos de ruptura con respecto a los genes. En función de la localización de los puntos de ruptura de las inversiones podemos tener seis categorías diferentes: 
1. Disrupción génica. Se produce una interrupción de un gen si hay al menos una transcripción que se en encuentra la región de un punto de ruptura de inversiones.
2. Intercambio de secuencias génicas. Ocurre si dos genes (A y B) se localizan en cada punto de ruptura de la inversión y se extienden fuera de ella, de modo que cuando se de la inversión la parte final del gen A sustituirá la parte inicial del gen B contenida en la inversión y viceversa (la parte inicial del gen B sustituirá la parte final del gen A).
3. Inversión de un gen o exón. Todo el gen exón está situado dentro de la región invertida y se invierte su orientación de forma completa
4. Inversión de parte de un intrón. Toda la inversión se localiza en una región intrónica, a pesar de que no tiene un efecto directo sobre el gen puede afectar a su regulación o splicing.
5. Superposición de puntos de ruptura con genes dentro de IR. Las secuencias invertidas que flanquean a la inversión pueden tener un gran tamaño y contener en el interior genes que se verán afectados cuando se produzca la ruptura e inversión del fragmento génico.
6. Efecto intergénico. Si no se cumple ninguna de las condiciones anteriores.

## Ventajas evolutivas de las inversiones
Un efecto importante de una inversión es el mantenimiento de un grupo de alelos concretos de una serie de loci adyacentes, a condición de que se encuentren dentro del segmento invertido. Debido a que los heterocigotos para una inversión queda suprimida la recuperación de productos recombinados, en los gametos viables se conserva intacta una combinación particular de alelos.
Si los alelos de los genes implicados proporcionan una ventaja para la supervivencia de los organismos que los mantienen, la inversión será beneficiosa para la supervivencia evolutiva de la especie.
Hay ciertas inversiones que aumentan de manera característica la supervivencia en condiciones ambientales específicas.
Las inversiones son de gran importancia evolutiva ya que pueden ser un mecanismo de aislamiento reproductivo debido a la semiesterilidad del híbrido y al hecho de no existir recombinación en el segmento invertido. Todos los genes que se encuentran en el segmento invertido se transmiten siempre juntos y en ese orden, es como si formaran un grupo de ligamiento o un supergen que no sufre alteraciones por recombinación.

## Inversiones en humanos
Algunas inversiones cromosómicas se asocian a enfermedades en humanos como la Hemofilia A, un mayor riesgo de enfermedades neurodegenerativas o autoinmunes, así como con trastornos mentales.
Sin embargo, no todas las inversiones se relacionan con enfermedad, existen algunas como la inversión 17q21.31 (muy común entre la población europea) que aumenta la fertilidad de sus portadores y por eso ha sido seleccionada positivamente en la población europea.

## Detección de inversiones
El descubrimiento de inversiones en el genoma se ha realizado típicamente por comparación de la secuencia problema con un genoma de referencia, o bien por mapeo de extremo emparejado (PEM). También se han explorado distintas técnicas de secuenciación que permitieran su identificación, sin embargo, en cualquier caso la presencia de las repeticiones a ambos lados de las inversiones dificulta la validación ya que produce altas tasas de error.

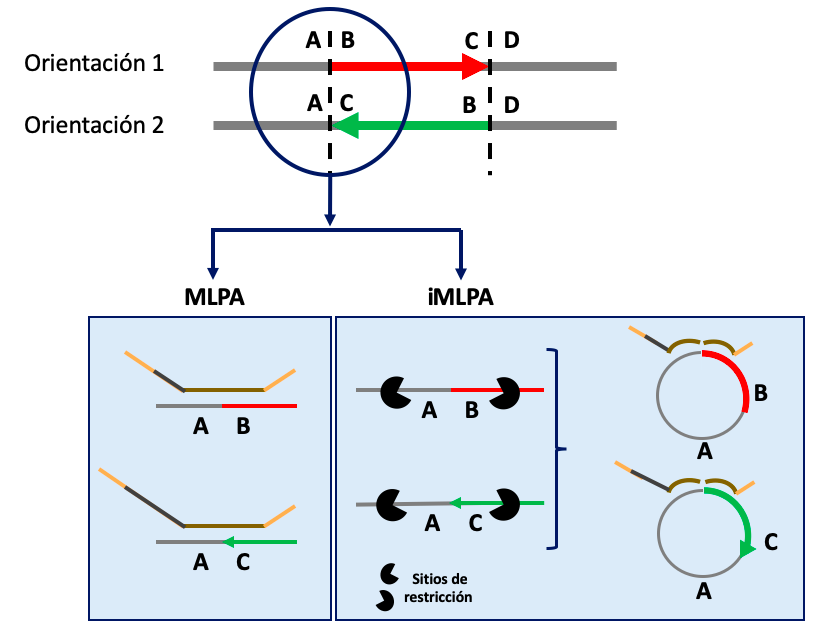
Representación esquemática de la estrategia de genotipado de inversiones por MLPA e iMLPA. Imagen adaptada de Giner-Delgado, Carla, et al. (2019)

Algunas alternativas que han sido sugeridas para la identificación de grandes inversiones implican el uso de la técnica FISH; mientras que para identificar pequeñas inversiones se propone el uso de la PCR invertida (iPCR) Actualmente existen estudios en los que el genotipado de inversiones cromosómicas en individuos de diferentes poblaciones se ha realizado mediante MLPA, iMLPA, PCR e iPCR. 
La técnica MLPA consiste en la amplificación múltiple de fragmentos de diferentes tamaños con cebadores comunes que suelen estar marcados con fluorescencia y que se pueden detectar por ejemplo mediante electroforesis capilar. Para realizar el genotipado de las inversiones mediante iMLPA, se puede seguir el protocolo característico de MLPA realizando unas pequeñas modificaciones.  La modificación del protolocolo consiste en utilizar dos pares de sondas marcadas que se unen específicamente en las secuencias de punto de corte de cada orientación, ya que cuando se produce una inversión esta puede darse en dos posibles orientaciones (orientación 1 (puntos de corte AB y CD) y orientación 2 (puntos de corte AC y BD)). Estas sondas deben hibridar en la región contigua a la zona de interés para poder detectar qué orientación tiene la inversión. Para el genotipado de inversiones que presentan inversiones repetidas (IR) u otras secuencias repetitivas en los puntos de interrupción de la inversión, se puede utilizar un nuevo método llamado iMLPA que es resultado de una combinación de iPCR y MLPA. El genotipado por iMLPA requiere un procesamiento adicional del ADN: se realiza una digestión con enzimas de restricción que corten a cada lado de las secuencias repetitivas del punto de ruptura, posteriormente se autocircularizan y ligan de todas las moléculas de ADN digeridas. Los siguientes paso coinciden con en el genotipado por MLPA, utilizando de nuevo dos pares de sondas para poder determinar las orientaciones de las inversiones. Para validar el genotipado por MLPA e iMLPA puede repetirse el proceso por PCR/iPCR.

## Determinación de la orientación ancestral de una inversión humana
Para poder determinarla es necesario caracterizar primero esa inversión en otras especies como pueden ser chimpancés, gorilas, orangutanes, macacos… Para ello se tiene que realizar el genotipado de la región de interés en cada una de las especies.
Una vez que se ha genotipado la inversión en una especie ancestral, se utilizan herramientas bioinformáticas, para determinar la orientación:
1. Se alinean diferentes fragmentos que han sido genotipados con el genoma de la especie correspondiente. Los fragmentos genotipados se corresponderían con secuencias que incluyen distintas partes de la región en la que se encuentra la inversión (por ejemplo: un fragmento puede comprender toda la inversión, pero también se pueden incluir fragmentos de las zona adyacentes que contienen solo parte de la inversión[7]). A la hora de seleccionar las secuencias que se van a alinear se recomienda evitar la inclusión de regiones repetitivas como es el caso de las inversiones repetidas (IR).
2. Se comprueba en qué orientación hay un hit mayor y esa es la que se denomina orientación ancestral.